# 亞美龍屬
亞美龍屬（學名：Asiamericana）是輻鰭魚綱乞丐魚目的一屬，牙齒化石發現於中亞，因與北美洲所發現的牙齒相似而命名。這兩個區域在白堊紀曾是互相連接的陸塊，名為亞美大陸。亞美龍曾經被暫時歸類於獸腳亞目棘龍科。
這些牙齒是在1995年由L. A. Nessov所發現、命名。化石分別來自於烏茲別克克孜勒庫姆沙漠以及哈薩克，類似在北美州發現的牙齒，目前還沒有正式敘述。模式種是亞洲亞美龍（A. asiatica）。
L. A. Nessov指出這些牙齒有可能屬於蜥齒魚（Saurodont），而非恐龍。